# B.B. Studio
BB Studio Co.Ltd. es una empresa japonesa que se dedica al desarrollo de videojuegos. En su forma actual es el resultado de una fusión entre BEC y Banpresoft por su empresa matriz, Bandai Namco Entertainment.

## Historia
BEC Co., Ltd. (株式会社 ベ ッ ク, Kabushiki-gaisha Bekku ), abreviatura de Bandai Entertainment Company, fue una empresa conjunta de Bandai y Human para el desarrollo de videojuegos. Eran más conocidos por desarrollar videojuegos con licencia para Bandai, incluidos Digimon, Dragon Ball Z y Mobile Suit Gundam. Una vez que Bandai y Namco se fusionaron como Bandai Namco, BEC se convirtió en una subsidiaria de desarrollo de videojuegos para la empresa fusionada.
Banpre Kikaku Co., Ltd. (株式会社 バ ン プ レ 企 画, Kabushiki-gaisha Banpure Kikaku ) era una subsidiaria de Banpresto que desarrollaba videojuegos. Su nombre fue cambiado a Banpresoft Co., Ltd. (株式会社 バ ン プ レ ソ フ ト, Kabushiki-gaisha Banpuresofuto ) en marzo de 1997.
El 1 de abril de 2011 Bandai Namco fusionó BEC con Banpresoft para agilizar y unificar las subsidiarias de juego de Bandai en una sola división. Mientras que la marca Banpresto se restableció como una empresa de juguetes como parte del negocio de juguetes y pasatiempos de Bandai Namco. BB Studio siguió utilizando el nombre de Banpresto en sus productos hasta febrero de 2014.

## Lista de juegos
| Año  | Título                                                                      | Plataforma(s)                                         | Ref.   |
| ---- | --------------------------------------------------------------------------- | ----------------------------------------------------- | ------ |
| 2007 | Digimon world: amanecer y anochecer                                         | Nintendo Ds                                           |        |
| 2011 | Super Robot Wars Z II                                                       | PlayStation Portable                                  |        |
| 2011 | Gundam Memories: Memory of the Battle                                       | PlayStation Portable                                  |        |
| 2011 | Ambition of Mobile Suit Gundam: New Gillen                                  | PlayStation Portable                                  |        |
| 2011 | Weiss Schwarz Portable                                                      | PlayStation Portable                                  |        |
| 2012 | Super Robot Wars OG Saga Masou Kishin II: Revelation of Evil God            | PlayStation Portable                                  |        |
| 2012 | 2nd Super Robot Wars Z Saisei-hen                                           | PlayStation Portable                                  |        |
| 2012 | Mobile Suit Gundam: Battle Operation                                        | PlayStation 3                                         |        |
| 2012 | Lagrange: Kamogawa Days                                                     | PlayStation 3                                         |        |
| 2012 | Super Robot Wars: Card Chronicle                                            | iOS                                                   |        |
| 2012 | 2nd Super Robot Wars Original Generation                                    | PlayStation 3                                         |        |
| 2013 | Gundam Card Battler                                                         | iOS                                                   |        |
| 2013 | Magi: Hajimari no Meikyū                                                    | Nintendo 3DS                                          |        |
| 2013 | Dragon Ball Heroes: Ultimate Mission                                        | Nintendo 3DS                                          |        |
| 2013 | Super Robot Wars UX                                                         | Nintendo 3DS                                          |        |
| 2013 | Super Robot Wars Operation Extend                                           | PlayStation Portable                                  |        |
| 2013 | Super Robot Wars Original Generation Saga: Masō Kishin 3 – Pride of Justice | PlayStation 3, PlayStation Vita                       |        |
| 2013 | Super Robot Wars Original Generation: Infinite Battle                       | PlayStation 3                                         |        |
| 2014 | Magi: A New World                                                           | Nintendo 3DS                                          |        |
| 2014 | 3rd Super Robot Wars Z: Jigoku-hen                                          | PlayStation 3, PlayStation Vita                       |        |
| 2014 | Mobile Suit Gundam Side Stories                                             | PlayStation 3                                         |        |
| 2014 | Super Robot Wars OG Saga: Masō Kishin F – Coffin of the End                 | PlayStation 3                                         |        |
| 2015 | 3rd Super Robot Wars Z: Tengoku-hen                                         | PlayStation 3, PlayStation Vita                       |        |
| 2015 | SD Gundam Strikers                                                          | iOS                                                   |        |
| 2015 | Super Robot Wars BX                                                         | Nintendo 3DS                                          |        |
| 2015 | Super Robot Wars X-Ω                                                        | iOS, Android                                          |        |
| 2015 | Gundam Battle Operation Next                                                | PlayStation 3                                         |        |
| 2016 | Digimon World: Next Order                                                   | PlayStation Vita, PlayStation 4                       | [ 9 ]  |
| 2016 | Super Robot Wars Original Generation: The Moon Dwellers                     | PlayStation 3, PlayStation 4                          |        |
| 2016 | Super Robot Wars Original Generation: The Moon Dwellers                     | PlayStation 3, PlayStation 4                          |        |
| 2017 | Super Robot Wars V                                                          | PlayStation 4, PlayStation Vita, Nintendo Switch, PC. |        |
| 2018 | Full Metal Panic! Fight: Who Dares Wins                                     | PlayStation 4                                         |        |
| 2018 | Mobile Suit Gundam: Battle Operation 2                                      | PlayStation 4                                         |        |
| 2019 | Super Robot Wars T                                                          | PlayStation 4, Nintendo Switch                        |        |
| 2019 | Disney Tsum Tsum Festival                                                   | Nintendo Switch                                       |        |
| 2020 | Namcot Collection                                                           | Nintendo Switch, PC, PlayStation 4, Xbox One          | [ 10 ] |